# Студенты Шотландской национальной партии
Студенты Шотландской национальной партии (также известные как Федерация студентов-националистов) – это студенческое крыло Шотландской национальной партии, в которое входят студенты шотландских высших учебных заведений. Оно было образовано в 1961 году, когда различные студенческие организации, поддерживающие независимость Шотландии и, в частности, Шотландскую национальную партию, решили объединить свои усилия и создать учредительный орган.
В отличие от организации «Молодежь – за независимость», которая является молодежным крылом ШНП, группа предназначена для тех, кто имеет высшее образование, а членство не ограничено возрастом.
У организации есть отделения в большинстве университетов Шотландии, и она регулярно проводит кампании за независимость и множество других мероприятий по всей стране.

## История
Организация была основана в 1961 году Нилом Мак Кормиком и Алланом Макартни , которые позже стали членами ШНП в Европейском парламенте. К 1975 году группа насчитывала около 1500 членов в Шотландии.
«Студенты ШНП» играют активную роль в политике ШНП и представлены в Национальном исполнительном комитете партии. «Студенты ШНП» могут направить до 15 делегатов на Ежегодную национальную конференцию ШНП и 6 делегатов – на собрания Национального совета.
Организация поддерживает неформальные связи с PlaidIfanc, молодежным крылом PlaidCymru. До конференции в сентябре 2019 года она также был частью Европейского свободного альянса молодежи.
По состоянию на февраль 2015 года в состав группы входили 5415 человек, которые учились в колледжах и университетах по всей Шотландии.

## Деятельность
Активность «Студентов ШНП» заметно возросла в последние годы.
В сентябре 2008 года во время дебатов в Эдинбургском университете один из участников организации заявил, что руководство «Студентов ШНП» выступило против предложений правительства Шотландии под руководством ШНП о повышении минимального возраста покупки алкоголя в нераспродажных магазинах с 18 до 21 года.
В 2012 году во время изменения политики ШНП в отношении членства независимой Шотландии в НАТО«Студенты ШНП» публично высказались за сохранение антинатовской политики.